# États généraux de la Justice
Pour les articles homonymes, voir Rapport Sauvé.
Les états généraux de la Justice sont une consultation publique ouverte le 18 octobre 2021 par Emmanuel Macron, président de la République française.
Les magistrats judiciaires et administratifs, les greffiers, les personnels pénitentiaires et de la protection judiciaire de la jeunesse, les agents titulaires et contractuels du ministère de la Justice, les auxiliaires de justice (avocats, notaires, huissiers de justice, etc.) ainsi que l'ensemble des citoyens sont invités à formuler leurs remarques et propositions pour améliorer l'accès à la justice et améliorer les procédures.

## Historique
Les états généraux de la justice sont annoncés en juin 2021 après une rencontre entre Emmanuel Macron, Chantal Arens, la première présidente de la Cour de cassation, et François Molins, le procureur général de la Cour de cassation.
En novembre 2021, 3 000 magistrats signent une tribune dans Le Monde, à la suite du suicide de l’une de leurs collègues, pour dénoncer l’approche « gestionnaire » de la justice et souligne la « discordance » entre la volonté de rendre une justice de qualité et la réalité du quotidien.
Le rapport est remis à Emmanuel Macron et fuite dans la presse en juin 2022,, mais sa présentation officielle est repoussée à juillet 2022.
En 2023, deux lois sont votées : la loi d’orientation et de programmation du ministère de la justice et la loi organique du 20 novembre 2023 relative à l'ouverture, à la modernisation et à la responsabilité du corps judiciaire.